# Janusz Stankowicz Kostewicz
Janusz Stankowicz Kostewicz (Kościejewicz / Kościewicz / Uhrowski / Węgrowski) (zm. 1527) – marszałek hospodarski (1510–1527), wojewoda witebski (1514–1520) i podlaski (1520–1527), namiestnik raduński (1496–1527), miecznik w. litewski (1505–1508), starosta przełomski i hoski (od 1516)
Syn Stanka (Stanisława) Kostewicza, namiestnika kowieńskiego. Brat Wacława (Wencława) – starosty kobryńskiego, ożenionego I v. z Anną ks. Kobryńską II v. z Anną Iliniczówną, i Zuzanny – zakonnicy.
W 1506 poślubił Marynę (Mariannę) Uhrowską (Węgrowską), dziedziczkę Węgrowa (Uhrowa) na Podlasiu.
Był jednym z najbogatszych panów w Wielkim Księstwie Litewskim (płacił najwyższy wymiar podatków w serebszczyźnie w 1522, a w 1528 majątek wdowy po Januszu Kostewiczu i jego brata Wacława zajmował 9 miejsce wśród możnych W. Ks. Lit. pod względem ilości koni stawianych na wojnę). Główną własność Kostewicza stanowiło Kościeniewo i Nacza (gdzie w 1529 Maryna Kostewiczowa ufundowała kościół) w lidzkiem. Król i rada książęca często pożyczali od Kostewicza spore sumy pieniędzy.
Zmarł w 1527. Pozostawił wdowę Marynę (zm. po 1536) i córkę Annę, żonę Jana Radziwiłła, po której majątek Kostewicza przeszedł na jego wnuczki:
Annę Radziwiłłównę za wojewodą witebskim Stanisławem Kiszką (synem Piotra Kiszki i Anny Iliniczówny) 
Petronellę Radziwiłłównę za wojewodą połockim Stanisławem Dowojno (synem Stanisława Dowojno i Zofii Niemirowiczówny) 
Elżbietę Radziwiłłównę za wojewodą ruskim Hieronimem Sieniawskim (synem Mikołaja i Katarzyny Kolanki)